# Obrighoven-Lackhausen
Obrighoven-Lackhausen ist ein Stadtteil der niederrheinischen Hansestadt Wesel mit den Ortsteilen Lackhausen, Obrighoven und Wittenberg. 

## Geographie
| Name       | Fläche in km² | Einwohner 2021 | Einw. je km² |
| ---------- | ------------- | -------------- | ------------ |
| Lackhausen | 8,15          | 3.252          | 399          |
| Obrighoven | 8,76          | 5.048          | 576          |
| Wittenberg | 9,88          | 2.960          | 300          |
| Gesamt     | 26,79         | 11.260         | 420          |

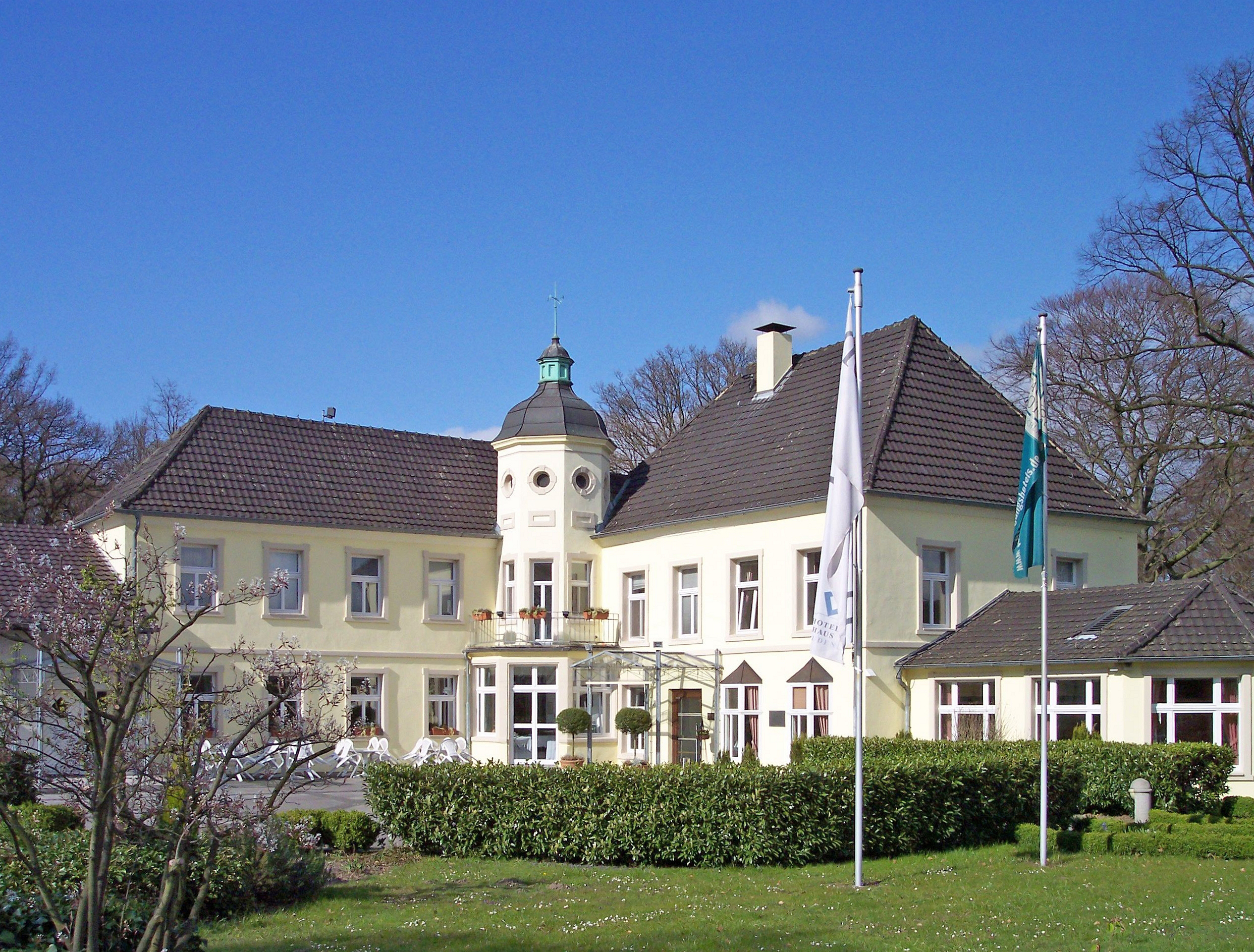
Geburtshaus Konrad Dudens in Lackhausen

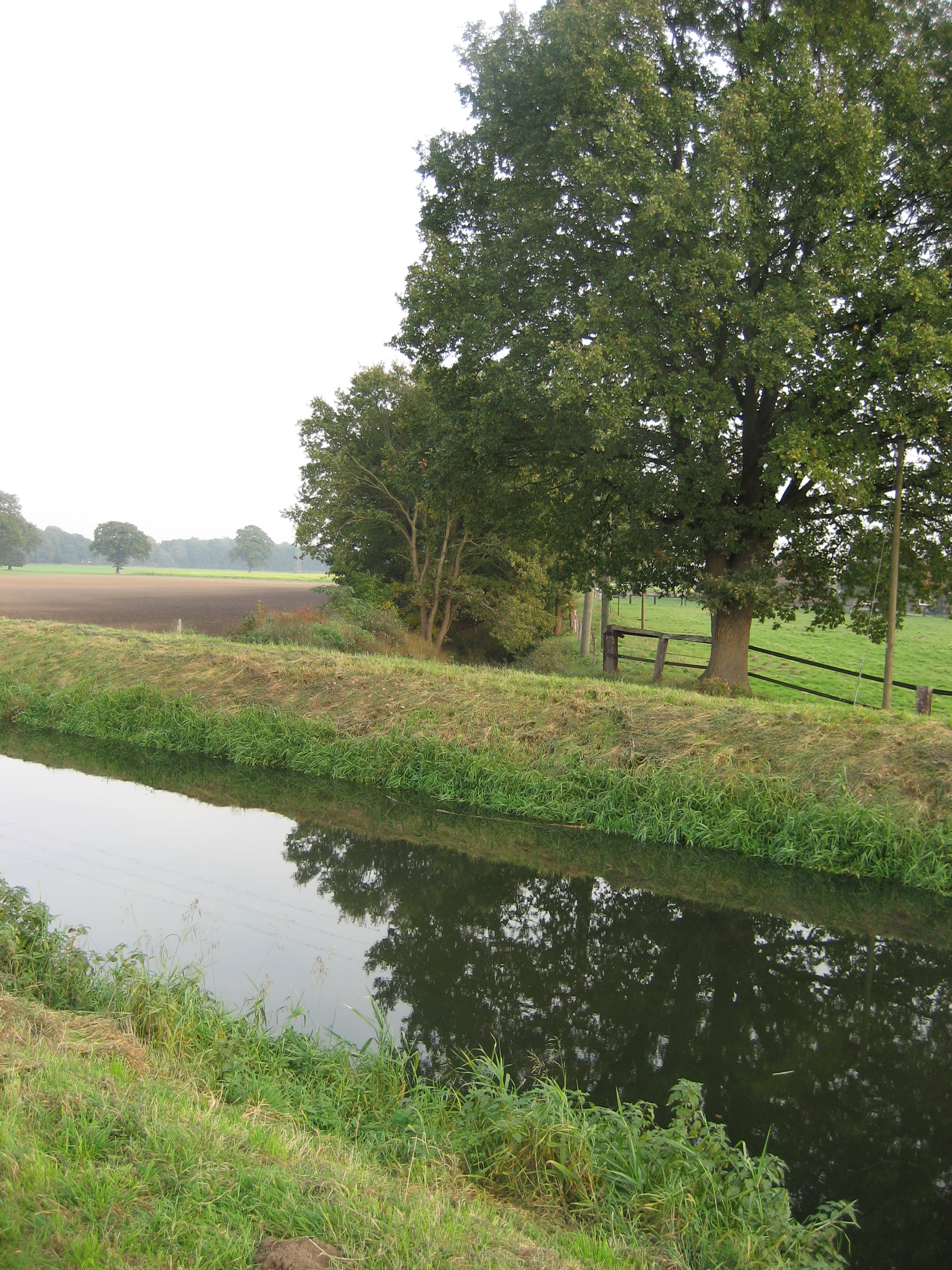
Issel nahe der Bärenschleuse

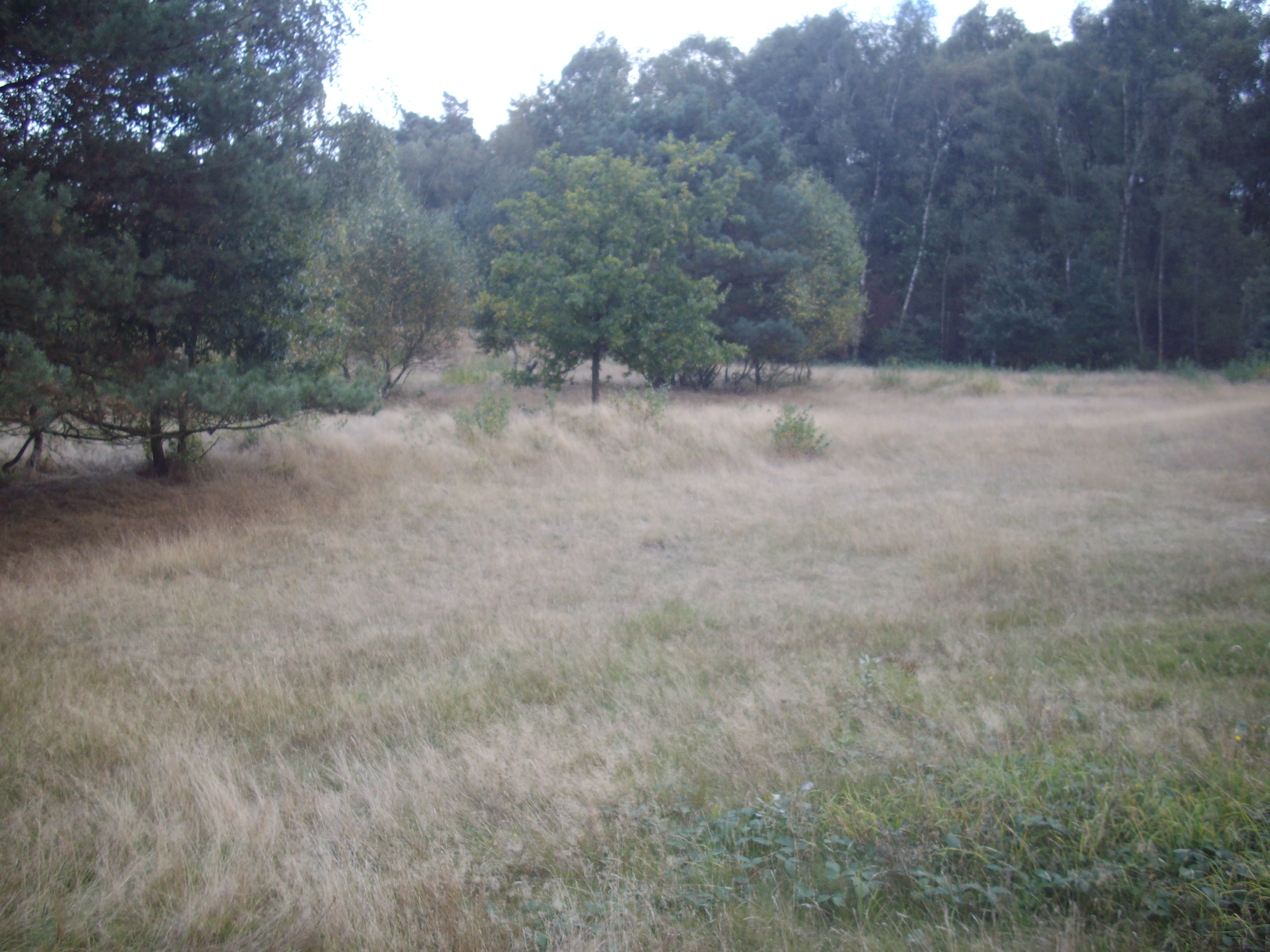
Heidelandschaft Aaper Vennekes als Teil der Drevenacker Dünen

Der Stadtteil Obrighoven-Lackhausen liegt im Osten des Weseler Stadtgebiets. Von Norden nach Süden umfasst er die Ortsteile Lackhausen, Obrighoven und Wittenberg, deren Siedlungskerne jeweils stadtnah liegen, wohingegen eine deutlich größere Fläche im Osten, Nordosten und im Süden des Stadtteils ländlich geprägt und wenig besiedelt ist. Durch seinen Norden verläuft die Issel, in seinem Süden wird er durch die Lippe begrenzt. In Ost-West-Richtung verläuft die Bundesstraße 58 durch den Stadtteil. Sie trennt das nördlich von ihr gelegene Obrighoven vom südlich der Straße gelegenen Wittenberg. In seinem Norden und Nordosten ist der Stadtteil stark landwirtschaftlich geprägt. Im Bereich des Ortsteils Wittenberg zwischen der B 58 und der Lippe befinden sich hingegen vor allem ausgedehnte Waldgebiete, die Teil des Naturschutzgebiets Drevenacker Dünen sind. Die Drevenacker Dünen gehören zum größeren Naturpark Hohe Mark-Westmünsterland. Innerhalb der Drevenacker Dünen liegen auch die Aaper Vennekes, die neben Wald auch typische Heideflächen umfassen. 
Zwischen den Siedlungskernen des Stadtteils Obrighoven-Lackhausen beträgt die Distanz ins Zentrum von Wesel rund drei bis fünf Kilometer. Im Westen und Südwesten grenzt der Stadtteil an den Stadtteil Wesel mit den dort gelegenen Ortsteilen Blumenkamp, Feldmark, Schepersfeld, Fusternberg und Lippedorf, jedoch nicht unmittelbar an die Innenstadt. Im Norden besteht eine Grenze zur Stadt Hamminkeln, von Obrighoven aus besteht mit der Bundesstraße 70 eine direkte Verbindung nach Brünen. Im Osten und Südosten grenzt Obrighoven-Lackhausen an die Gemeinde Hünxe, deren Ortsteile Drevenack und Krudenburg am nächsten gelegen sind.

## Geschichte
Im Mittelalter bestand ein Kirchspiel Wesel, das neben der Stadt die kleinen Bauerschaften Flüren, Lackhausen und Obrighoven einschloss. Teilweise wurde Obrighoven weiter in Hasselt und Bliestern unterteilt. Ab dem 16. Jahrhundert wurde das Gebiet überwiegend von Protestanten, meist Anhängern des Calvinismus, und einer katholischen Minderheit bewohnt. Die Bauerschaften blieben in Religionsfragen von der Stadt abhängig, da eigene Kirchen im Gebiet von Obrighoven-Lackhausen erst 1924 und 1931 entstanden. Schon 1684 wurde mit der Reformierten Schule am Lauerhaas allerdings eine Bildungseinrichtung geschaffen. 
1824 entstand durch die Vereinigung von Obrighoven und Lackhausen die Gemeinde Obrighoven-Lackhausen, welche zur Bürgermeisterei Wesel im Kreis Rees gehörte. Kurz darauf wurde mit Konrad Duden (1829–1911) ihr bekanntester Bürger geboren. Nach Zahlen von 1832 hatte sie 1.007 Einwohner, die sich etwa gleichmäßig auf die Dorfschaften Obrighoven und Lackhausen aufteilten. Dazu nennt die Statistik mehrere alleinstehende Höfe. Die Gemeinde wurde von Wesel mitverwaltet, bis sie 1848 eine eigene Bürgermeisterei im Kreis Rees wurde. 1933 hatte sie 3.135 Einwohner. Nach dem Ende des Zweiten Weltkriegs fiel sie unter Weseler Verwaltung, wurde aber 1948 wieder selbstständig. Am 1. Juli 1969 wurde sie durch das Gesetz zur Neugliederung von Gemeinden des Landkreises Rees nach Wesel eingemeindet. Ende 2021 hatte sie 11.026 Einwohner mit Haupt- oder Nebenwohnsitz.

## Einwohnerentwicklung
| Jahr | Einwohner | Quelle |
| ---- | --------- | ------ |
| 1816 | 0752      | [ 3 ]  |
| 1832 | 1007      | [ 3 ]  |
| 1864 | 1553      | [ 6 ]  |
| 1871 | 1553      | [ 7 ]  |
| 1885 | 1912      | [ 8 ]  |
| 1910 | 2574      | [ 9 ]  |
| 1933 | 3135      | [ 10 ] |
| 1939 | 3192      | [ 10 ] |
| 1950 | 4719      | [ 11 ] |
| 1961 | 4525      | [ 12 ] |

## Ehemalige Bürgermeister
- Johann Heinrich Hecheltjen (1848–1883)
- Carl Bagel (1884–1910)
- Friedrich Kreipe (1911–1919)
- Friedrich Werner (1920–1935)
- Peter Röhrig (1936–1937)
- Wilhelm Diemer (1938–1945)
- Friedrich Mölleken (1948–1969)

## Verkehr
Gemeindestraßen erschließen Obrighoven-Lackhausen zu der Bundesstraße 70 hin, die dort Brüner Landstraße heißt. Sie zweigt von der Bundesstraße 58 ab, die in Ost-West-Richtung durch den Stadtteil führt und östlich der Stadt eine Anschlussstelle zur A 3 besitzt. ÖPNV-Anschlüsse bestehen in den Ortsteilen mehrere, in jeweils nur wenigen hundert Metern Entfernung.